# العرب ظاهرة صوتية
العرب ظاهرة صوتية كتاب من تأليف عبد الله القصيمي، نشر لأول مرة عام 1977م في باريس عن مطبعة مونتمارير، ثم أعيد نشره في 2006م بواسطة منشورات الجمل. أثار هذا الكتاب ضجة كبيرة وأعتبره الكثير رد فعل منه على إساءات مخالفيه.

## وصف الكتاب
في لهجة تحذيرية، ومن خلال أسلوب نقدي صارخ يتقدم عبد الله القصيمي من الأمة العربية بخطاب يحذرها فيه من منهاجها الفكري وسلوكها الحياتي الذي يجعلها تابعة دائماً لا متبوعة، فهي تنام على أمجادها وتراثها، متناسية أنه لا بد لها من صحوة فكرية، تنال عقول أفرادها وهممهم وتجعلهم في عداد الأمم المتطورة التي تبحث في المستقبليات وذلك بما يتعلق بالبشرية عموماً وبذاتها خصوصاً في نهضة علمية ثقافية تشمل جميع وجوه الحياة